# Oreobates
Oreobates és un gènere d'amfibis de la família Craugastoridae que es troba a l'oest del Brasil, Bolívia, Colòmbia, Equador i el Perú.

## Taxonomia
- Oreobates choristolemma (Harvey and Sheehy, 2005)
- Oreobates quixensis (Jiménez de la Espada, 1872)
- Oreobates sanctaecrucis (Harvey & Keck, 1995)
- Oreobates sanderi (Padial, Reichle & De la Riva, 2005)
- Oreobates saxatilis (Duellman, 1990).
- Oreobates simmonsi (Lynch, 1974).